# Anna Wielgosz
Anna Wielgosz (nacida Anna Sabat, Nisko, 9 de noviembre de 1993) es una deportista polaca que compite en atletismo, especialista en las carreras de mediofondo.
Ganó una medalla de bronce en el Campeonato Europeo de Atletismo de 2022 y una medalla de oro en el Campeonato Europeo de Atletismo en Pista Cubierta de 2025, ambas en la prueba de 800 m.

## Palmarés internacional
| Campeonato Europeo                   | Campeonato Europeo       | Campeonato Europeo | Campeonato Europeo |
| Año                                  | Lugar                    | Medalla            | Prueba             |
| ------------------------------------ | ------------------------ | ------------------ | ------------------ |
| 2022                                 | Múnich (Alemania)        | Medalla de bronce  | 800 m              |
| Campeonato Europeo en Pista Cubierta |                          |                    |                    |
| Año                                  | Lugar                    | Medalla            | Prueba             |
| 2025                                 | Apeldoorn (Países Bajos) | Medalla de oro     | 800 m              |